# 8月24日
8月24日是阳历年的第236天（闰年是237天），离一年的结束还有129天。

## 大事记

### 19世纪以前
- 前607年：晋灵公在桃园内被赵穿所杀。
- 79年：意大利南部那不勒斯湾的维苏威火山开始爆发，火山灰摧毁附近的庞贝、赫库兰尼姆等地。
- 410年：西哥德王国国王亚拉里克一世率领军队攻陷西罗马帝国城市罗马，并开始大肆洗劫。
- 1246年：贵由登基，成为蒙古帝国大汗。
- 1456年：谷登堡圣经印刷完成。
- 1461年：黄河在开封决口。
- 1572年：在法国王太后凯瑟琳·德·美第奇策动下，天主教会信徒对新教胡格诺派展开数个月的屠杀。
- 1662年：《统一法案》要求英格兰尊崇公祷书的规定。
- 1690年：加爾各答建城。
- 1704年：西班牙王位繼承戰爭：英荷艦隊在地中海的馬拉加海戰中與法國海軍交鋒。

### 19世紀
- 1814年：美英1812年戰爭：英軍入侵華盛頓特區並焚燒白宮及其他建築物。
- 1815年：荷兰国王签署荷兰宪法。
- 1857年：美国历史上最严重的经济危机之一1857年經濟危機开始。
- 1860年：工人们开始为巴拿马运河浇灌混凝土。
- 1862年：清朝最早的新式教育机构，京师同文馆成立。
- 1892年：世界上第一座专门的足球场地古迪逊公园球场在英格兰利物浦正式启用。

### 20世紀
- 1904年：日俄戰爭：遼陽會戰爆發。
- 1911年：成都召开数万人参加的保路大会，会议号召罢市、罢课、停缴揖税，以示抗议。
- 1912年：阿拉斯加被納入為美國的版圖。
- 1914年：第一次世界大戰：德国军队占领那慕爾。
- 1914年：第一次世界大戰：策爾戰役以協約國的首次勝利結束。
- 1922年：长辛店铁路工人罢工。
- 1929年：土耳其與伊朗簽訂友好協議。
- 1931年：法國與蘇聯簽署停火協議。
- 1936年：苏联领导人加米涅夫和季诺维也夫被判死刑。
- 1936年：澳洲南極洲領地建立。
- 1937年：抗日时期救亡日报创刊，由郭沫若担任社长。
- 1941年：阿道夫·希特勒下令结束针对精神病患和身心障碍者的T-4行动，但实际上在战争结束前仍继续秘密进行屠杀。
- 1942年：停泊於聖伊莎貝爾島的美國海軍薩拉托加號航空母艦轟炸機成功擊沉位於索羅門群島附近的大日本帝國海軍龍驤號航空母艦，促成了同盟國於東索羅門海戰的勝利。
- 1943年：魁北克会议结束，英美两国与民国政府代表确定了对日作战的计划。
- 1944年：第二次世界大戰：自由法国和盟军在巴黎发动进攻。
- 1947年：美国总统特使魏德迈结束对中国的考察。
- 1949年：《北大西洋公约》（简称北约）经各国陆续批准后开始生效。
- 1950年：中國人民解放軍進入西藏。
- 1954年：巴西总统热图利奥·瓦加斯在面临高度外界压力之下于里约热内卢的总统府内开枪自杀。
- 1960年：南極洲沃斯托克湖測得當時全球最低溫——零下88℃。
- 1965年：美國空軍一架運輸機在香港油塘墜毀[來源請求]。
- 1966年：文化大革命：中国作家老舍因不堪忍受红卫兵的暴力批斗，而在北京太平湖投湖自尽。
- 1967年：六七暴動：曾在電台節目中斥責到處放炸彈的左派暴徒的香港商業電台播音員林彬被左派暴徒縱火殺害。
- 1968年：法国在南太平洋试验场引爆了氢弹，成为世界上第五个擁有热核武器的國家。
- 1969年：美國威廉波特舉辦1969年世界少棒大賽，由台灣金龍少棒隊以5A比0大敗美國西區代表隊奪冠。
- 1973年：中国共产党第十次全国代表大会在北京召开。
- 1984年：大陸漂移學說获证实。
- 1989年：航海家2號經過海王星。
- 1991年：米哈伊尔·戈尔巴乔夫辞去苏联共产党中央委员会总书记，乌克兰亦在同日脱离苏联独立。
- 1992年：中华人民共和国与大韩民国正式建交。
- 1995年：微軟公司發行Windows 95。

### 21世紀
- 2001年：越洋航空236號班機事故。
- 2006年：國際天文學聯合會通過新的行星定義決議，冥王星的地位由太陽系行星降級成為矮行星。
- 2008年：第二十九屆奧林匹克運動會在中國北京閉幕[1][1][2]。
- 2010年：河南航空8387號班機空難：中国河南航空一架E190飛機，於黑龍江伊春林都機場著地時失事，造成42人死亡[3]。
- 2011年：史蒂夫·乔布斯宣布辞去苹果公司首席执行官之职[4]。
- 2012年：萬那杜加入世界貿易組織，成為第157個會員國。
- 2012年：在2011年挪威爆炸和槍擊事件中殺死77人的凶手安德斯·貝林·布雷维克被奥斯擊的法院判處21年監禁。
- 2012年：美國加州納帕發生矩震級6.0地震，約200人受傷，美加州舊金山灣區近百人受傷[5][6]。
- 2020年：前任加國退伍軍人事務部長艾林·奧圖爾在保守黨黨領選舉中擊敗前任加國國防部長彼得·麥凱，成為新一屆加拿大保守黨黨領。
- 2021年：阿爾及利亞宣布由於摩洛哥採取「具有敵意的行為」，宣布兩國斷絕外交關係。
- 2023年：葉夫根尼·普里格津及德米特里·烏特金等瓦格納集團領導人據稱在俄羅斯特維爾州庫任基諾飛機失事中身亡。
- 2023年：日本福岛第一核电厂开始向太平洋排放核污水。[7]

## 出生
- 1113年：若弗鲁瓦五世，英格蘭金雀花王朝開創者之父（1151年逝世）
- 1198年：亚历山大二世，蘇格蘭國王（1249年逝世）
- 1358年：胡安一世，卡斯蒂利亞王國國王（1390年逝世）
- 1552年：拉维尼亚·丰塔纳，文艺复兴时期意大利艺术家（1614年逝世）
- 1603年：阿布勒哈兹·巴哈杜尔，希瓦汗國君主（1663年逝世）
- 1759年：威廉·威伯福斯，英國國會下議院議員、慈善家、廢奴主義者（1833年逝世）
- 1772年：威廉一世，尼德蘭國王（1843年逝世）
- 1810年：魯道夫·克納爾，奧地利地質學家、古生物學家、動物學家、魚類學家。（1869年逝世）
- 1831年：奧古斯特王子，瑞典王子（1873年逝世）
- 1837年：提奥多·杜布瓦，法國作曲家、音樂教育家（1924年逝世）
- 1855年：瑪麗亞·特麗莎，葡萄牙公主（1944年逝世）
- 1858年：近藤久次郎，日本氣象學家（1926年逝世）
- 1872年：麥克斯·畢爾邦，英國作家、諷刺畫家（1956年逝世）
- 1879年：瀧廉太郎，日本鋼琴家、作曲家（1903年逝世）
- 1884年：艾爾·德爾·畢格斯，美國小說家，以陳查理為主角的一系列推理小說多次改編電影（1933年逝世）
- 1890年：杜克·卡哈納莫庫，美國男子游泳運動員（1968年逝世）
- 1890年：簡·里斯，多米尼克女性作家，以後殖民對抗論述徹底改寫夏綠蒂·勃朗特《簡愛》（1979年逝世）
- 1895年：端姑阿都拉曼，首任馬來亞聯合邦最高元首（1960年逝世）
- 1899年：阿爾伯特·克勞德，比利時生物學家，1974年諾貝爾生理學或醫學獎得主（1983年逝世）
- 1899年：豪爾赫·路易斯·博尔赫斯，阿根廷作家、詩人（1986年逝世）
- 1902年：卡羅·甘比諾，美國黑手黨幫派份子，電影《教父》取材人物（1976年逝世）
- 1902年：費爾南·布勞岱爾，法國年鑑學派第二代著名史學家（1985年逝世）
- 1915年：小詹姆斯·提普奇，美國科幻小說作家（1987年逝世）
- 1922年：霍華德·津恩，美國左翼史學家、政治學者、社會評論家、劇作家（2010年逝世）
- 1927年：哈利·馬可維茲，美國經濟學家，現代投资组合理论開創者。（2023年逝世）
- 1929年：亞西爾·阿拉法特，巴勒斯坦民族解放運動領導人、巴勒斯坦國總統，1994年諾貝爾和平獎得主（2004年逝世）
- 1935年：李三立，中國計算機體系結構專家（2022年逝世）
- 1936年：A·S·拜厄特，英國小說家、詩人（2023年逝世）
- 1942年：凱倫·烏倫貝克，美國數學家
- 1944年：克莉絲汀·查伯克，美國新聞工作者、主播（1974年逝世）
- 1945年：文斯·麥馬漢，美國摔角節目演員、世界摔角娛樂（WWE）董事長、電影製片、電視節目編劇
- 1945年：袁和平，香港動作指導、導演
- 1947年：曾錦春，中國政治人物（2010年逝世）
- 1947年：喬·曼欽，美國政治人物，現任西維吉尼亞州聯邦參議員
- 1947年：保羅·科爾賀，巴西作家
- 1948年：让-米歇尔·雅尔，法國電子音樂藝术家
- 1948年：紹利·尼尼斯托，芬蘭政治人物，現任芬蘭總統
- 1948年：賴世雄，台灣英語補習名師
- 1949年：安娜·菲舍爾，美國太空人
- 1950年：葉劉淑儀，香港立法會議員、匯賢智庫主席
- 1950年：蒂姆·D·懷特，美國古人類學家
- 1951年：勞倫斯·巴科，美國律師、經濟學家、作家，現任哈佛大學校長
- 1951年：奥森·斯科特·卡德，美國作家、评论家、公众演说家、散文作家、专栏作家和政治家
- 1955年：茱迪安娜·馬科夫斯基，美國服裝設計師
- 1955年：麥克·赫卡比，美國政治人物，第54任阿肯色州州長
- 1956年：李炳文，新加坡歌手
- 1957年：岩屋毅，日本政治人物
- 1957年：史蒂芬·弗莱，英國演員、喜劇演員、作家、電視主持人
- 1958年：劉增應，臺灣醫師、政治人物，前任連江縣縣長
- 1958年：周比利，香港演員
- 1960年：三池崇史，日本電影導演
- 1960年：甘姆·基斯杜夫迪，丹麥防守球員
- 1960年：小卡爾·瑞普肯，美國職棒大聯盟球員
- 1960年：菲利普·戴維森，美國海軍上將
- 1961年：南雅彥，日本動畫企劃、製作人
- 1961年：傑瑞德·哈里斯，英國男演員
- 1963年：小岛秀夫，日本遊戲設計師
- 1964年：真船一雄，日本漫畫家
- 1964年：薩利江·沙里波夫，烏茲別克裔俄羅斯太空人
- 1965年：雷吉·米勒，美國NBA球員
- 1965年：瑪麗·麥特琳，美國女演員，1986年以電影《悲憐上帝的女兒》成為史上最年輕奧斯卡最佳女主角獎得主
- 1965年：羅霖，香港女演員
- 1966年：林利，香港男演員、歌手
- 1966年：安吉強，韓國男演員
- 1968年：北谷洋，日本歌手
- 1968年：船木勝一，日本職業摔角手
- 1968年：約翰·麥圭爾，美國政治人物
- 1969年：熊天平，台灣歌手
- 1969年：皮耶法蘭西斯柯·法維諾，義大利男演員、配音員、製片人
- 1970年：王琳，中國演員
- 1972年：高慧君，台灣女演員、歌手
- 1972年：，美國導演、製片人、編劇
- 1973年：英厄·德布勒因，荷蘭游泳選手，四度為奧林匹克運動會金牌得主
- 1975年：馬克·迪華里斯，荷蘭足球員
- 1976年：楊揚，中國女子短道速滑運動員
- 1976年：艾历克斯·奥洛林，澳大利亞男演員
- 1977年：罗伯特·恩克，德國足球運動員（2009年逝世）
- 1977年：丹尼臣·迪奧利華拉·阿羅祖，巴西職業足球員
- 1977年：尤尔根·马乔，奧地利足球員
- 1977年：約翰·葛林，美國作家
- 1979年：蕭亞軒，台灣女歌手
- 1979年：迈克尔·里德，美國NBA球員
- 1979年：奥兰多·恩格拉尔，荷蘭足球運動員
- 1980年：余翠芝，香港歌手
- 1981年：汪東城，台灣男子組合飛輪海成員
- 1981年：張志豪，臺灣政治人物
- 1981年：查德·麥可·莫瑞，美國演員
- 1982年：基姆·谢尔斯特伦，瑞典足球運動員
- 1982年：若泽·博辛瓦，葡萄牙足球運動員
- 1982年：周一圍，中國男演員
- 1983年：布莱特·加德纳，美國棒球運動員
- 1983年：安東尼奧·坎波斯，美國電影導演、編劇、製片人
- 1984年：夏于喬，台灣女藝人
- 1984年：查理·维拉纽瓦，美國NBA球員
- 1984年：藝聲，韓國男子偶像團體Super Junior成員
- 1984年：徐智慧，韓國女演員
- 1984年：孫星允，韓國女演員
- 1984年：萧闳仁，台灣歌手
- 1985年：江佩瑩，馬來西亞女藝人
- 1986年：尼克·亞登哈特，美國職業棒球運動員（2009年逝世）
- 1986年：吳仲強，台灣男演員
- 1986年：法比亚诺·桑塔克罗切，義大利職業足球運動員
- 1988年：張若昀，中國男演員
- 1988年：吉田麻也，日本職業足球運動員
- 1988年：魯伯特·葛林，英國男演員
- 1990年：張詩欣，香港女演員
- 1990年：柯家豪，台灣男演員
- 1990年：馮偉衷，新加坡男演員（2019年逝世）
- 1990年：伊莉莎白·戴比基，澳大利亞女演員
- 1991年：王鎮，中國田径運動員
- 1991年：安立奎·赫南德茲，美國職業棒球運動員
- 1993年：古賀葵，日本女性聲優
- 1994年：曾宇謙，台灣小提琴演奏家
- 1994年：關嘉敏，香港女演員
- 1995年：張新成，中國男演員
- 1995年：李嘉琦，中國女演員
- 1995年：林彥俊，中國男子偶像團體NINE PERCENT成員
- 1995年：亞美莉亞·溫莎，英國貴族
- 1996年：李昌賢，韓國男子偶像團體UP10TION成員
- 1997年：艾伦·沃克，挪威DJ、音乐制作人
- 1997年：椎野卡罗琳娜，日本乌克兰裔模特儿，2024年日本小姐选美冠军
- 1997年：卡羅琳·萊維特，美國政治助理，現任白宮新聞秘書
- 1999年：村上真夏，日本女性聲優
- 2000年：劉宇，中國男子偶像團體INTO1成員
- 2000年：早川聖來，日本女子偶像團體乃木坂46成員
- 2000年：崔普闵，韓國男子偶像團體Golden Child成員
- 2003年：茱莉亞·塞琳梅塔，波蘭女子拳擊運動員
- 生年不詳：福原克己，日本男性聲優
- 生年不詳：村上真夏，日本女性聲優

## 逝世
- 661年：皇極天皇，日本第35、37代天皇（594年出生）
- 691年：傅游艺，武周官员，酷吏（629年出生）
- 842年：嵯峨天皇，日本第52代天皇（786年出生）
- 927年：韦说，后唐宰相
- 927年：豆卢革，后唐大臣
- 942年：刘太后，后晋高祖庶母（生年不詳）
- 948年：张业，后蜀大臣（生年不詳）
- 1101年：苏轼，中国北宋诗人（1037年出生）
- 1121年：方臘，北宋民變領袖（生年不詳）
- 1313年：亨利七世，神圣罗马帝国皇帝，卢森堡伯爵（1275年出生）
- 1572年：圣巴多罗买大屠杀遇害者，包括：
  - 彼得呂斯·拉米斯，法國人文主義學家（1515年出生）
  - 加斯帕爾·德科利尼，法國胡格諾派領導者（1519年出生）
- 1679年：若望-方济各·保禄·德·贡迪，天主教巴黎总教区主教（1613年出生）
- 1778年：約翰尼斯·林克，德國作曲家、風琴手（1717年出生）
- 1830年：路易·皮埃尔·维埃约，法國鳥類學家（1748年出生）
- 1832年：尼古拉·卡诺，法国物理学家（1796年出生）
- 1842年：柳亭種彥，日本江戶時期作家（1783年出生）
- 1888年：魯道夫·克勞修斯，德國物理學家和數學家，熱力學主要奠基人（1822年出生）
- 1897年：利士比，法國海軍將領（1828年出生）
- 1897年：陆奥宗光，日本政治家及外交官（1844年出生）
- 1923年：加藤友三郎，日本内阁总理大臣（1861年出生）
- 1943年：西蒙娜·韦伊，法国宗教思想家、社会活动家（1909年出生）
- 1954年：熱圖利奧·瓦加斯，巴西律師、政治家，第17任巴西總統（1882年出生）
- 1956年：沟口健二，日本导演及编剧（1898年出生）
- 1966年：老舍，中國著名作家、戲劇家（1899年出生）
- 1979年：汉娜·瑞奇，德国女飞行员（1912年出生）
- 1985年：保罗·克雷斯顿，意大利裔美国古典音乐作曲家（1906年出生）
- 1986年：毛相，中國舞蹈家（1920年出生）
- 1993年：陳士元，臺灣股市人物（1952年出生）
- 2001年：赫爾曼·法夫，荷蘭裔美國真菌學家（1913年出生）
- 2004年：戴磊華，前任香港警務處處長（1917年出生）
- 2004年：伊麗莎白·庫伯勒-羅絲，瑞士裔美國精神科醫師（1926年出生）
- 2005年：劉白羽，中國作家（1916年出生）
- 2008年：魏巍，中国散文作家（1920年出生）
- 2010年：今敏，日本動畫導演（1963年出生）
- 2013年：朱莉·哈里斯，美國女演員（1925年出生）
- 2013年：徐生明，台灣棒球運動員、棒球教練，時任中華職棒義大犀牛隊總教練（1958年出生）
- 2014年：李察·艾登堡，英國男演員、導演、監製（1923年出生）
- 2016年：錢永健，華裔美國生物化學家，2008年諾貝爾化學獎得主（1952年出生）
- 2017年：塞西爾·安德勒斯，美國政治人物，第26、28任愛達荷州州長（1931年出生）
- 2020年：帕斯卡爾·利蘇巴，剛果共和國政治人物，第6任剛果共和國總統（1931年出生）
- 2021年：杰里·哈克尼斯，美國NBA聯盟前職業籃球運動員（1940年出生）
- 2021年：查理·沃茨，英國作曲家，滾石樂隊鼓手（1941年出生）
- 2021年：侯賽因·哈布雷，查德政治人物，第7任查德總統（1942年出生）
- 2022年：稻盛和夫，日本企业家，京瓷及KDDI创办人，日本航空前任会长（1932年出生）
- 2024年：喬治·羅登，牙買加男子田徑運動員（1926年出生）

## 节假日和习俗
- 西方基督教：聖巴托洛謬慶節
- 利比里亚：国旗日
- 荷蘭：入籍日
- 秘魯：帕奇玛玛祭
- 乌克兰：獨立日
- 美国：国家华夫饼日（英语：Waffle Day）
- 乌拉圭：怀旧夜（英语：Nostalgia Night）
- 美国洛杉磯：柯比·布萊恩日